# رباینده
رباینده (نام علمی: Harpactor) نام یک سرده از تبار رباینده‌تبارها است.